# 黃景昉
黃景昉（1596年—1662年），字可遠、太樨，號東崖，福建泉州府晉江縣東石蘗谷村人。明末政治人物，崇禎朝辅相五十余人，是少數能克保令名者。

## 生平
黃中庸十六世孙。黄国彦之孫。黄宗彝之子。明万历二十四年（1596年）生，七歲作《鴻雁麋鹿》。万历四十二年（1614年），入泮学，受教于黄瑞台，翌年（1615年）乡试中举。天啟五年（1625年）中進士二甲十八名，選庶吉士。當時魏忠賢專權，御史吳裕中被杖死，無人敢吊丧，唯景昉為其治喪。崇祯元年（1628年），授翰林院编修，参修《熹宗实录》。崇祯三年（1630年），与吏科给事中钟炌主考湖广乡试。崇祯四年（1631年）五月，回乡丁忧，“家居二载”。崇祯七年（1634年），回京复职，升任詹事府左春坊左谕德兼翰林院侍读。崇禎十一年時，崇禎帝在經筵問用人之道，黃景昉提到推官成勇、朱天麟廉能素著卻不得考選，又為得罪的大臣鄭三俊辯護，最終使得鄭三俊獲釋，而成、朱二人也得到升遷。
崇禎十四年（1641年），累遷至詹事兼掌翰林院事。崇祯十五年（1642年）正月，疏请召还修撰刘同升、编修赵士春。崇祯十六年，加太子少保、户部尚书、文渊阁大学士。崇祯十六年（1643年）九月因副都御史惠世扬案被崇祯帝責問，致仕歸里。崇祯十七年九月十六日，与黄道周、蒋德璟、林胤昌、周廷鑨等登游清源山。明亡後，蛰居家鄉，專心著述。南明唐王遣中书舍人陈翔敦聘黄景昉，不久告归。清康熙元年（1662年），病逝。葬於磁灶山。

## 評價
- 《明史》评价：“庄烈帝在位仅十七年，辅相至五十余人。其克保令名者，数人而已。”
- 陳盟雪《崇禎內閣行略》評價曰：“景昉恂恂雅飭，曲謹事上，雍容朝甯，內外安之，亦其際會然也。但年逾強仕，時値多艱，崎嶇里閈，良亦苦矣。”

## 著作
著有《馆阁旧事》、《读史唯疑》、《宦梦录》、《经史要论》、《经史汇对》、《双声叠韵谱》、《古今明堂记》、《制词》、《东崖诗稿》、《鹿鸠咏》、《燕楚游咏》、《国史唯疑》、《馆寮十志》、《读诸家诗评》、《御览备边略》等。黄景昉一生著述丰赡，有百万言之多，生前谋刻未果，卒後多散佚。